# 367 a.C.

## Eventos
- Marco Gegânio Macerino, Lúcio Vetúrio Crasso Cicurino, pela segunda vez, Marco Cornélio Maluginense, pela segunda vez, Públio Mânlio Capitolino, Aulo Cornélio Cosso, pela segunda vez, e Públio Valério Potito Publícola, pela quinta vez, tribunos consulares em Roma.
- Marco Fúrio Camilo, pela quinta vez, ditador romano, com Tito Quíncio Cincinato Capitolino como mestre da cavalaria (magister equitum).
- Caio Licínio Calvo Estolão e Lúcio Sêxtio Laterano, tribunos da plebe, pelo décimo ano consecutivo.[1]
- Aprovação da Lei Licínia Sêxtia,[1] proposta nove anos antes.[2] Por esta lei, um dos dois cônsules deveria, obrigatoriamente, ser um plebeu.[3][4] O primeiro cônsul plebeu, eleito para o ano seguinte, foi Lúcio Sêxtio Laterano.[1][5]